# Made in China

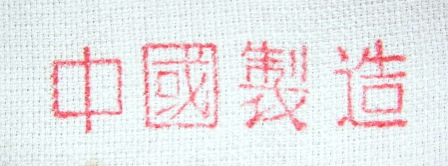
Zhōngguó zhìzào (Made in China)

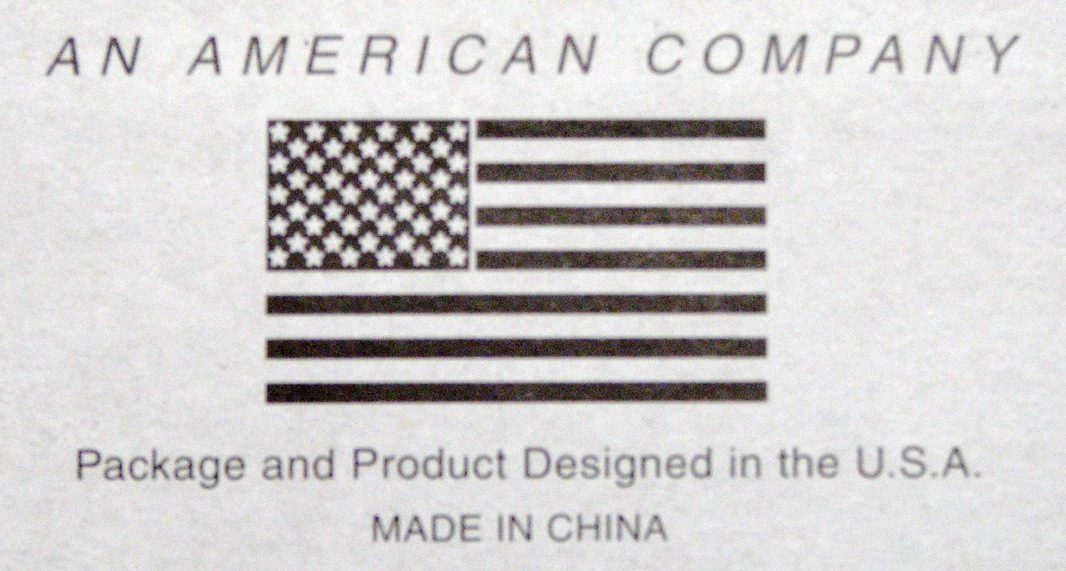
Um rótulo "Made in China"

Made in China, Product of China ou, às vezes, Made in PRC (chinês tradicional: 中國製造, chinês simplificado: 中国制造, pinyin: Zhōngguó zhìzào) (em português:  Feito na China) é uma etiqueta de país de origem afixada aos produtos fabricados nos República Popular da China. O rótulo Made in China é o rótulo mais reconhecido no mundo hoje, devido ao país ser o maior exportador do mundo.

## Branding
A marca "Made in China" foi historicamente desafiada pelas campanhas da mídia da Guerra Fria dos Estados Unidos, que falaram negativamente sobre a marca e divulgaram audiências sobre a segurança dos produtos chineses no Congresso dos Estados Unidos. Por outro lado, algumas empresas de publicidade e a Câmara de Comércio Americana[carece de fontes?] em Xangai, desde o final dos anos 1990, se esforçaram para livrar-se da marca Made in China de sua imagem barata, como o Made in Japan fez.

## Principais incidentes relacionados a produtos exportados
Nos recalls de exportação chineses de 2007, por exemplo, instituições de segurança de produtos nos Estados Unidos, Canadá, União Europeia, Austrália e Nova Zelândia emitiram recalls e proibições de importação de uma ampla gama de bens de consumo feitos na China, como alimentos para animais de estimação, brinquedos, pasta de dente, batom e certos tipos de frutos do mar.
Durante os recalls de exportação chineses de 2008, a heparina foi recolhida pela Food and Drug Administration (FDA) dos Estados Unidos devido à contaminação do estoque de heparina em bruto importado da China.
A Lenovo admitiu em uma declaração pública que tinha pré-instalado um adware de terceiros chamado Superfish, que foi considerado malicioso em um número desconhecido de máquinas, a partir de 2010.
Durante a pandemia de COVID-19, os testes rápidos de anticorpos adquiridos pela Espanha para o coronavírus SARS-CoV-2 detectaram apenas 30% dos casos infectados. Uma taxa de detecção de 80% foi considerada desejável. Os testes foram supostamente feitos por uma empresa que não tinha permissão para produzir materiais biomédicos e foram adquiridos inadvertidamente pela Espanha devido à supervisão insuficiente devido à interrupção causada pela pandemia.

## Made in China 2025
Em 2013, o primeiro-ministro chinês Li Keqiang e seu Conselho de Estado aprovaram um plano denominado "Made in China 2025". Elaborado pelo Ministério da Indústria e Tecnologia da Informação, o plano levou 150 pessoas ao longo de dois anos para ser concluído. O objetivo do plano é melhorar a eficiência e a qualidade da produção. A iniciativa "Made In China 2025" não visa apenas remover a dependência de tecnologia estrangeira, mas também fazer com que a China lidere ativamente e defina os padrões internacionais de tecnologia.